# Afrikaanse kleine groene bijeneter
De Afrikaanse kleine groene bijeneter (Merops viridissimus) is een bijeneter die voorkomt in Afrika ten zuiden van de Sahara en in het dal van de Nijl. De vogel werd in 1837 als aparte soort door William John Swainson beschreven.

## Kenmerken
De vogel is 17–18 cm lang en lijkt sterk op de Aziatische kleine groene bijeneter. Vroeger werd deze soort als ondersoort beschouwd. Opvallend aan deze soort is de verlengde, middelste staartpennen die wel 10 cm lang kunnen worden.

## Verspreiding en leefgebied
De vogel komt voor in de Sahel en in Egypte. Er zijn drie ondersoorten:
- M. v. viridissimus in de Sahelzone van Senegal tot in Ethiopië
- M. v. flavoviridis in het gebied tussen Tsjaad en Soedan
- M. v. cleopatra in het dal van de Nijl tot in Noord-Soedan.

De leefgebieden bossavanne, draslanden, halfwoestijnen en agrarisch gebied in laagland tot op 1250 meter boven zeeniveau.

## Status
De Afrikaanse kleine groene bijeneter heeft een groot verspreidingsgebied en de soort gaat in aantal vooruit. Om deze redenen staat de soort als niet bedreigd op de Rode Lijst van de IUCN.